# Dvorní kaple v Hofburgu

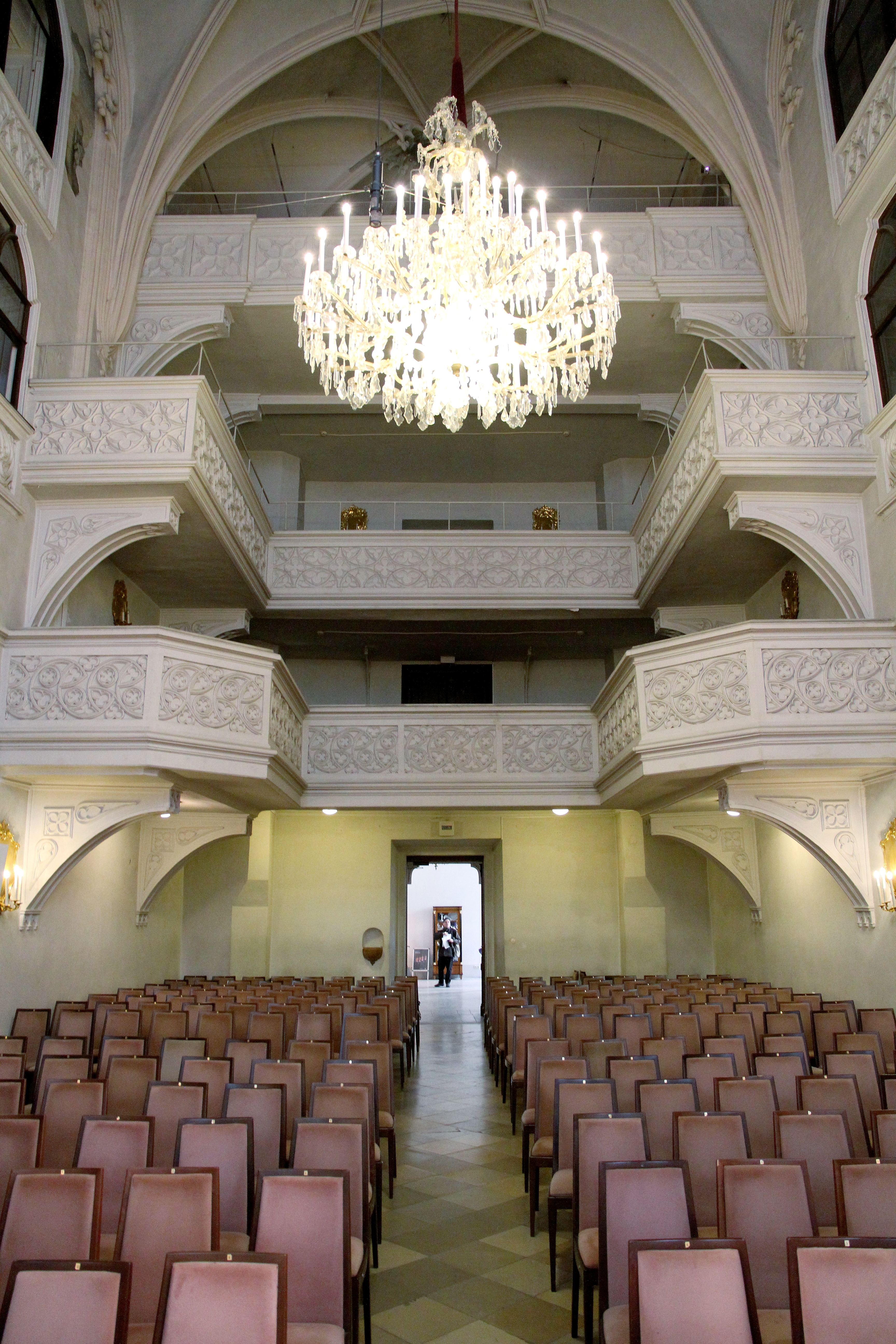
Třípatrová galerie kaple Hofburg

Vídeňská dvorní kaple v Hofburgu je nejstarší a hlavní kaplí vídeňského sídla rakouských panovníků Hofburgu a současně bývalou domácí kaplí habsburských panovníků. Nachází se ve dvoře nejstaršího Švýcarského křídla Hofburgu.

## Historie
Pravděpodobně kolem roku 1287/88 nechal Albrecht I. Habsburský postavit pozdně románskou kapli, která je poprvé zmíněna v listině z roku 1296.
V letech 1423 až 1426 za panování Albrechta II. došlo k jejímu rozšíření a v letech 1447 až 1449 jej budoucí císař Fridrich III. Habsburský nechal přestavět a rozšířit v gotickém slohu.
Marie Terezie nechala kapli upravit v pozdně barokním stylu.
V průběhu období novoklasicismu byla v roce 1802 regotizována a následně se zde konaly koncerty vídeňského dvorního orchestru založeného Maxmiliánem I. a v jehož tradici pokračují Vídeňští filharmonici a Vídeňský chlapecký sbor.
Až do zániku monarchie v roce 1918 sloužila kaple v Hofburgu jako farní kostel císařské a královské dvorní farnosti. Po jejím zrušení farnosti byla hofburská kaple v roce 1920 podle kanonického práva přeměněna na rektorát. V současné době tuto pozici zastává Peter Schipka (2023).
Kaple se nachází ve dvoře nejstaršího Švýcarského křídla. Kaple byla postavena v roce 1296, o 150 let později za vlády Fridricha III. byla ale přestavěna.
V interiéru kaple jsou ve výklencích s baldachýny a v klenbách gotické sochy. Na hlavním oltáři je bronzový kříž z roku 1720.

## Varhany
Varhany v hofburské kaple byly postaveny v roce 2003 švýcarským varhanářem Kuhnem z Männedorfu. Posuvný nástroj má 27 rejstříků na dvou manuálech a pedál. Hrací ústrojí je mechanické, činnost registru je mechanická a elektrická.
| I Hauptwerk C–g3 |             |       |
| 1.               | Principal   | 8′    |
| 2.               | Bourdon     | 8′    |
| 3.               | Dulciana    | 8′    |
| 4.               | Octave      | 4′    |
| 5.               | Rohrflöte   | 4′    |
| 6.               | Quinte      | 2⁄3′  |
| 7.               | Superoctave | 2′    |
| 8.               | Terz        | 13⁄5′ |
| 9.               | Mixtur IV   | 2′    |
| 10.              | Trompete    | 8′    |

| II Schwellwerk C–g3 |              |      |
| 11.                 | Bourdon      | 16′  |
| 12.                 | Hohlflöte    | 8′   |
| 13.                 | Salicional   | 8′   |
| 14.                 | Voix céleste | 8′   |
| 15.                 | Principal    | 4′   |
| 16.                 | Traversflöte | 4′   |
| 17.                 | Cornet II    | 2⁄3′ |
| 18.                 | Flageolet    | 2′   |
| 19.                 | Scharf III   | 1⁄3′ |
| 20.                 | Oboe         | 8′   |
| 21.                 | Voix humaine | 8′   |
|                     | Tremulant    |      |

| Pedál C–f1 |                      |     |
| 22.        | Subbass              | 16′ |
| 23.        | Octavbass            | 8′  |
| 24.        | Bourdon (= Nr. 2)    | 8′  |
| 25.        | Octave               | 4′  |
| 26.        | Basson               | 16′ |
| 27.        | Basson (Ext. Nr. 26) | 8'  |

- Vazba : II/I (také jako suboktávová vazba), I/P, II/P